# Morževi
Morž (lat. Odobenus rosmarus) je jedina danas živuća vrsta iz porodice morževa (Odobenidae), morskih sisavaca iz reda zvijeri. Morževi su svrstani u natporodicu Caniformia. 
Postoje dvije podvrste, i obje žive isključivo na sjevernoj polutci u hladnim arktičkim vodama. Podvrsta O. r. rosmarus živi uz arktičke obale Atlantika, i nešto krupnija O. r. divergens, pacifička podvrsta koja živi uz arktičke obale Tihog oceana.  

## Obilježja
Mužjaci morževa dosegnu dužinu od oko tri i pol metra, a ženke oko tri. Težina mužjaka može čak doseći i više od tisuću dvjesto kilograma, dok ženke, ovisno o podvrsti, imaju između 600 i 800 kila. Mogu doživjeti do 40 godina.
Teško i masivno tijelo prekriveno im je oko 4 cm debelom naboranom kožom, često punom brazgotina od međusobnih borbi. Ispod kože imaju sloj masnoće od 5 do 8 cm. To štiti životinje od ozljeda na oštrim rubovima santi leda. Kod mužjaka, sloj masnoće na području šije i ramena je dodatno zadebljan kao zaštita u borbama s drugim mužjacima u borbama za prevlast. Izdaleka, čini se da je koža gola, no to nije tako, obrasla je oko 1 cm dugom dlakom koja se sa starošću prorjeđuje. Mladunci se kote snažno crvenosmeđi, a sa starošću ta boja blijedi i postaje žućkasto smeđa. Na temelju boje morža može mu se približno odrediti starost. Prsni i trbušni dio im je u pravilu tamniji od leđnog dijela tijela.

### Kljove i ostatak zubala
Najuočljivija osobina morževa su njihove kljove. To su ustvari očnjaci gornje čeljusti. Imaju ih oba spola. Kod mužjaka su u pravilu duži i krupniji a u presjeku malo uglati i rastu gotovo ravno, dok su kod ženki u presjeku okrugli i više savinuti. Prosječna dužina im je oko 50 cm, ali su viđeni i iznimno dugi od jednog metra. Kod mlladunaca kljove još nisu razvijene, izbijaju tek u dobi od 6 do osam mjeseci, no zbog krupne gornje usne okružene naborima, postaju uočljivi tek u dobi od godine i pol. Dok su u početku prekriveni zubnom caklinom, s vremenom se ona istroši i prije ili kasnije se sasvim izgubi. Od upotrebe, kljove su kod starijih životinja snažno zatupljene, a ponekad se čak i slome.
Kljove imaju cijeli niz vrlo važnih funkcija. Od obrane od neprijatelja, probijanja rupe za disanje u ledu ili kao pomoć pri izlasku iz vode, kljove imaju i vrlo važnu ulogu pokazivanju spola, starosti i socijalnog statusa životinje. Jednostavnim pokazivanjem svojih kljova dominantne životinje oba spola u pravilu mogu podređene jedinke navesti da napuste najpovoljnije mjesto za odmor i prepuste ga dominantnoj jedinki. Do odmjeravanja snage, borbe, može doći samo između jedinki ojednako velikih kljova.
Dok mlade životinje imaju u početku sve zube, čim im izbiju kljove, gube donje sjekutiće. Imaju tri do četiri prednja kutnjaka, a stražnji kutnjaci su im ionako zakržljali. Ukupan broj zuba im je između 18 i 24.

### Glava i osjetila
Najuočljiviji dio kvadratno oblikovane glave im je Processus mastoideus, dio Osi temporale na koji se nadovezuje snažna muskulatura šije. Za razliku od ušatih tuljana, morževi nemaju na čeonoj kosti (Os frontale) izbočinu nad očnom dupljom (Orbita). Rostrum, njuška, im je tupa a koža s gornje strane vrlo rožnata.
Čekinjasti brkovi, koji se sastoje od oko 450 snažnih dugih čekinja koje im vise s gornje usne, su vrlo karakteristični, a služe za prepoznavanje i razlikovanje plijena. U prirodi, te čekinje se troše, a izraženo su uočljive kod jedinki koje žive u zoološkim vrtovima.
U odnosu na veličinu lubanje, oči su im vrlo male, a za razliku od ušatih tuljana nemaju vidljive uške.

### "Peraje"
Imaju kratke, široke i plosnate noge oblikovane poput peraja, pa ih se zato tako i naziva. Poput svojih vjerojarno bliskih srodnika ušatih tuljana, i morževi imaju vrlo pokretljive peraje s kojima mogu dosegnuti gotovo svaki dio tijela.
Na kopnu im ta pokretljivost "peraja" omogućuje bitno lakšu i bolju pokretljivost nego što je to moguće nekim vrstama pravih tuljana, iako na tlu ipak nisu tako spretni kao ušati tuljani. Peraje su im oblikovane trokutasto. Gornja strana peraja je obrasla rijetkom dlakom, dok je donja gola. Pet prstiju svake peraje završavaju hrskavičastim vrhovima na kojima se, malo prije završetka prstiju, nalaze nokti.

### Unutarnja građa
Mužjaci u dušniku imaju dvije zračne vrećice koje mogu napuhati i pomoću njih ispuštaju različite glasove. Vanjski dio cijelog tijela prekriven im je poprečnim vezama između vena i arterija (arteriovenozne anastomoze), što omogućuje bržu razmjenu topline. Po tome, morževi su slični pravim tuljanima.
Penisna kost mužjaka je dužinom od preko 60 cm najduža u životinjskom carstvu, kako apsolutno, tako i relativno, u omjeru prema veličini tijela. Mošnje su im smještene u unutrašnjosti tijela. Ženke imaju dva put po četiri mliječne žlijezde.

## Rasprostranjenost i stanište
Morževi žive uglavnom na santama leda koje plutaju Arktikom. Zimi se povlače južnije kako bi izbjegli potpuno zaleđene površine, no niti tada ne idu južnije od polarnih širina. Postoje četiri međusobno odvojene populacije:
1. Pacifički morževi zadržavaju se zimi u Beringovom moru, a ljeti ova populacija prelazi Beringov prolaz prema sjeveru u potrazi za santama leda.
2. Zapadna populacija atlantskog morža źivi između Hudsonovog zaljeva i zapadne obale Grenlanda.
3. Istočna populacija atlantskog morža živi na istočnoj obali Grenlanda, kao i u području između Špicberških otoka i sjeverozapadne obale Sibira. Rijetko ih se može sresti južnije. Iz povijesnih zapisa je vidljivo, da su više od 20 puta morževi ulovljeni i na Britanskim otocima. Morževi su viđani i s nizozemske,  francuske i španjolske obale.
4. Uz sjeverne obale Sibira živi još jedna populacija koju ponekad svrstavaju kao zasebnu, treću podvrstu (laptevski morž, O. r. laptevi).

Atlantski morževi imaju nešto kraće kljove i malo drugačije oblikovanu glavu. Stražnji dio glave im je širi, a prednji uži. 
Životinje se gotovo uvijek zadržavaju u plićim dijelovima obalnih voda ili na santama. Iako uglavnom ne zaranjaju dublje od 80 metara, u nekim pojedinačnim slučajevima dokazani su i zaroni do 180 metara.

## Način života

### Prehrana
Morževi se hrane pod vodom gdje mogu ostati i do 30 minuta. Ponekad love ribe, no žive pretežno od školjki, puževa, rakova, glavonožaca, plaštenjaka i crva. Kad traže hranu koja živi skrivena u talogu na morskom dnu (bentosni organizmi), moraju uzvitlati talog. Za to najčešće koriste desnu peraju (66%), a dakejo rjeđe lijevu (4%). Često se koriste i njuškom (29%) a u nekim vrlo rijetkim slučajevima (1%) to rade mlazom vode usmjerenim prema dnu. Kod potrage za hranom ne koriste kljove
Oklope puževa i školjki drobe pritiskom prednjih "peraja", a ponekad ih lome i stiskanjem usana. Iz sadržaja želuca može se zaključiti, da na taj način morževi pojedu i više od 50 kg hrane dnevno.
Iako su glavna hrana morževa male životinje, ponekad savladaju i vrlo veliku lovinu. To su prije svega drugi tuljani, a u rijetkim slučajevima opaženi su i napadi na morske ptice kao i hranjenje svježom strvinom. Lov na druge vrste tuljana poduzimaju isključivo mužjaci koji žive samotnjački. Opaženi su i rijetki slučajevi kanibalizma, kada bi stara životinja pojela mladunca.

### Kretanje
Morževi za kretanje u vodi koriste svoje mišićave stražnje peraje, a prednjim usmjeravaju kretanje. Na kopnu se često za "hodanje" koriste sa sva četiri ekstremiteta. Pri tome, težina tijela počiva na "dlanovima" prednjih peraja i na stražnjim "koljenima". "Prsti" i prednjih i stražnjih ekstremiteta su im okrenuti prema van, prednji uz to i prema natrag, a stražnji prema naprijed. Pobnekad, za kretanje koriste samo prednje peraje, dok stražnje samo povlače za sobom kao pravi tuljani.

### Neprijatelji, paraziti i bolesti
Morževi jedva da imaju neprijatelja. Bijeli medvjedi ponekad pokušaju natjerati krdo morževa u bijeg, kako bi u gužvi ulovili zaostalu jedinku ili mladunca, ali neće niti pokušati napasti odraslu životinju koja se svojim kljovama može jako dobro braniti. Povremeno se opažaju napadi kitova ubojica na morževe.
Koža morževa je pogodan okoliš za različite vrste kukaca koji se hrane krvlju (Anoplura), dok su Acanthocephala i oblići najčešći paraziti unutar tijela.
Slomljene kljove i bakterijske upale peraja ili očiju vrlo brzo rezultiraju gubitkom težine i smrću morževa. Vrlo često su kod uginulih životinja nađene bakterije iz roda Brucella. Djelovanje virusnih infekcija je još potpuno neistraženo.

### Socijalno ponašanje
Polovinu svog života morževi provode na obalama arktičkih otoka ili na rubovima leda zaleđenog mora, gdje se okupljaju u velika krda. Kad nije razdoblje parenja, ova krda su uglavnom odvojena po spolovima. Iznimka od ovog pravila postoji u nekim populacijama u sjevernoj Kanadi, gdje mužjak i ženka ostaju zajedno i izvan sezone parenja.
Za međusobno sporazumijevanje unutar grupe morževi koriste niz različitih zvukova, mumljaju, riču ili puštaju vriskave glasove. Životinje često leže tijesno jedna uz drugu ili jedna preko druge i tijelima se trljaju ili se uzajamno češu. To je ponašanje koje služi, kako se pretpostavlja, uzajamnoj pomoći u uklanjanju parazita. Unutar grupe postoji čvrsta hijerarhija koja ovisi o veličini tijela i kljova. Do sukobljavanja i izvan razdoblja parenja dolazi, prije svega među mužjacima, i izvan sezone parenja. Razlog je najčešće omiljeno mjesto za sunčanje na kopnu.Ako prijeteće ponašanje nije dovoljno, može doći do pravog sukoba u kojem se koriste kljove pa je moguć i njegov krvavi ishod.
Socijalna struktura krda u vrijeme parenja kao i samo parenje ponešto se razlikuju između podvrsta. Morževi pacifičke podvrste okupljaju se u srednje velike grupe koje se sastoje od brojnih ženki s mladuncima i nekoliko mužjaka. Te grupe se mogu, u područjima gdje ljudski lov na njih još nije izazvao velike posljedice, okupiti povremeno ili trajno u vrlo velika krda koje tada broje više tisuća jedinki. Tada se njihove kolonije mogu pružati duž 100 i više kilometara obalne crte. Mužjaci provode većinu vremena u vodi i međusobno se žestoko nadmeću. No, za razliku od atlantske podvrste, oni ne mogu obraniti individualno jednu ženku ili zadržati "harem". Posljedica takve situacije je da su razvili vrlo komplicirane rituale za osvajanje ženki. Pod vodom ispuštaju, koristeći svoje zračne vrećice, niz zvukova koji podsjećaju na zvonjavu zvona, dok iznad vode ispuštaju različite tonove koji liče na zviždanje. Zvukove koji liče na zvonjavu ispuštaju samo u vrijeme parenja. Danas se polazi od pretpostavke, da ova bogata lepeza glasova i njihovo neumorno izvođenje odgovara ulozi ptičjeg pijeva, privući pažnju konkurenata, ali i osvojiti moguće partnerice. Važna podloga ovom ponašanju je činjenica, da je odabir partnera pravo ženke.Mužjaci koji još nisu dosegli spolnu zrelost, okupljaju se uglavnom izvan područja parenja u zasebne istospolne skupine.
Stabilniji uvjeti u Atlantiku i općenito manje grupe vjerojatno su omogućili da tamošnja podvrsta umjesno opisanog, ima sistem harema. Iako se i ovdje mogu čuti glasanja mužjaka, to ima vjerojatno, u odabiru partnera, podređenu ulogu. Za razliku od pacifičke podvrste, ovdje su izgrađeni stabilni hijerarhijski odnosi pa mužjaci mogu monopolizirati veću skupinu ženki. Tako u većini kolonija na oko 20 ženki dolazi jedan snažan mužjak dok mlađi i slabiji mužjaci u konkurenciji s tim dominantnim mužjacima nemaju šanse i bivaju potisnuti na rub kolonije. S druge strane, među jednako snažnim mužjacima može doći do vrlo žestokih borbi.

## Razmnožavanje
Parenje se vjerojatno odvija u vodi, u vrijeme između siječnja i veljače. Nakon oplodnje jajašce prvo ostaje u stanju mirovanja pet do šest mjeseci, prije nego počne stvarna jedanaestmjesečna skotnost. Mladunci se u pravilu kote u svibnju sljedeće godine, tako da je ritam razmnožavanja dvogodišnji, a kod starijih ženki i duži. Ženka u pravilu koti samo jedno mladunče, blizanci su ekstremno rijetki. Nizak broj koćenja i potomaka dovodi do toga, da morževi imaju čak i za sisavce izuzetno nizak prirast, pa je oporavak brojnosti populacije, ako dođe do pada, moguć samo u dugom vremenskom razdoblju. 

## Ljudi i morževi
Morževi imaju oduvijek veliko religijsko značenje u životu Inuita. Pored toga, morževi imaju i vrlo važnu ulogu u zadovoljavanju njihovih svakodnevnih potreba. Od njih su Inuiti dobivali meso i tran, a kljove, kao i ostale kosti, bili su im, u području gdje ne raste drveće, vrlo važan građevinski materijal. Ali njihov lov na morževe nije mogao ugroziti populaciju. Zbog toga, Inuitima je i danas u Kanadi, Rusiji i na Grenlandu dozvoljen lov određenog broja morževa godišnje.
Dolaskom bijelih lovaca, situacija se drastično mijenja. Morževe se intenzivno lovi, prije svega radi njihovih kljova, koje su kvalitetom odmah iza slonovskih. Morževi su živjeli na istočnoj obali sjeverne Amerike sve do Cape Coda i u zaljevu Svetog Lorenca. Ovdje je tijekom 16. i 17. stoljeća svake godine ubijano više tisuća morževa, tako da u 19. stoljeću južno od Labradora nije bilo više niti jednog jedinog morža. U potrazi za još postojećim kolonijama, lovci su prodirali u sve udaljenija područja. Sliku o razmjerama uništavanja morževa daje procjena, da je samo na obalama Baffinove zemlje u razdoblju od 1925. do 1931. pobijeno oko 175.000 jedinki. To je u međuvremenu dovelo atlantskog morža gotovo do izumiranja. Iz nepoznatih razloga, populacija ove podvrste se ni do danas nije ni približno oporavila, pa predstavlja, s oko 15.000 jedinki, danas još samo maleni dio nekadašnje brojnosti.
Pacifička podvrsta je bila na sličan način desetkovana, iako je lov na njih počeo puno kasnije. No, zahvaljujući zaštiti SAD-a i Rusije, ova populacija se oporavila, tako da sada broji oko 200.000 jedinki. To znači, da vrsta u ukupnosti ipak nije ugrožena.

## Vanjske poveznice
|  | Zajednički poslužitelj ima stranicu o temi Morževi    |
|  | Zajednički poslužitelj ima još gradiva o temi Morževi |
|  | Wikivrste imaju podatke o taksonu Odobenus rosmarus   |